# Парламентські вибори в Південній Кореї 2024
Вибори депутатів Національних зборів Республіки Корея XXII скликання відбулися в Республіці Корея 10 квітня 2024 року. Загалом було обрано 300 членів Національних зборів, у якому більшість отримала Демократична партія Кореї. але перемогу отримала Сила Народу при цьому вона не має більшість у парламенті Республіки Корея.

## Наслідки
Після публікації екзитполів лідер партії «Сила народу» Хан Дон Хун висловив розчарування з приводу поразки своєї партії на виборах.
Лідер «Корейської інноваційної парті» Чо Гук назвав результати кампанії своєї партії "перемогою народу" і сказав, що вони показали, що люди «більше не можуть миритися з регресом» адміністрації Юна.
Чо також закликав президента Юна «вибачитися за численні провини та корупцію» і пообіцяв подати законопроект про спеціальне розслідування проти Хан Дон Хуна,щойно буде сформовано нову сесію Національних зборів.
Лідер «Демократичної партії» Лі Чжє Мен висловив подяку членам партії за проведену кампанію, назвавши це «великою перемогою нашого народу» і заявив, що партія «смиренно слідуватиме за вибором народу до кінця».
11 квітня прем'єр-міністр Хан Док Су, керівник адміністрації президента Лі Кван Соп та інші старші радники президента,за винятком тих, хто відповідає за питання безпеки, подали у відставку.
У своєму першому публічному виступі після виборів 16 квітня президент Юн Сок Йоль підтвердив свою згоду з результатами виборів і пообіцяв більш смиренно та гнучко брати участь у діалозі.

## Хід голосування
Дострокове голосування стартувало 5 квітня та тривало до 7 квітня. У ньому взяли участь щонайменше 13,8 мільйона виборців, у тому числі лідер «Сили народу» Хан Дон Хун, який проголосував у Сеулі, і лідер Демократів Лі Чжє Мєн проголосував у Теджоні .
У день виборів голосування на 14 259 виборчих дільницях почалося о 06:00, а завершилося о 18:00.

## Результати
Партія Сила Народу перемогла але втратила більшість у Парламенті, натомість Демократична Партія Республіки Корея набрала більшість у парламенті. Партія Сила Народу не дивлячись на перемогу отримала 5 місць, як тоді Демократична Партія Республіки. Корея втратила 4 місця у парламенті Республіки Корея.